# Jack Lambert (Fußballspieler, 1999)
Jack Lambert (* 19. März 1999 in Newcastle upon Tyne) ist ein englischer Fußballspieler.

## Karriere
Jack Lambert spielte bis zum Jahr 2017 in der Jugend des FC Middlesbrough. Von der U-18 des Vereins wechselte er im August zum FC Dundee nach Schottland. Am 26. Dezember 2017 gab er für den Verein sein Debüt als Profi. Im Heimspiel der Saison 2017/18 gegen Celtic Glasgow im Dens Park, das mit 0:2 verloren wurde, kam Lambert in 61. Minute für Faissal El Bakhtaoui auf das Feld. Zwei Monate später, im Februar 2018 absolvierte er einen weiteren Einsatz als Einwechselspieler in der 5. Runde des schottischen Pokals gegen den späteren Finalisten FC Motherwell das ebenfalls mit 0:2 verloren wurde. In der Saison 2018/19 kam er viermal zum Einsatz.